# ポケットモンスターB・W 炎雷の英雄
『ポケットモンスターB・W 炎雷の英雄』（ポケットモンスター ブラック・ホワイト えんらいのえいゆう）は、神田達志による日本の漫画。『別冊コロコロコミック』（小学館）より2011年2月号から10月号まで連載された。

## 内容
『ポケットモンスター ブラック・ホワイト』をベースにした漫画作品で主人公とプラズマ団の戦いがメインとなっている。原作に登場したチェレン、ベル、ゲーチス等は登場しない。

## ストーリー
ある日、イッシュ地方ではプラズマ団がポケモン解放を目論んでいた。プラズマ団の野望を阻止するために、ポケモントレーナーのシンは正義のトレーナーとして相棒のポカブと共に立ち向かう。

## 登場人物
シン
本作の主人公。相棒のポカブと共に正義のトレーナーとしてプラズマ団を懲らしめる生意気な性格。元々は孤独のトレーナーを目指していたが、後に野生のポケモンに苦戦していたことからポカブをパートナーにして旅立っていた。バトルする度に決めポーズをポカブと共に披露する癖があるが、これは回想シーンにてポカブがバトル中に不安になってシンに甘やかしており、強そうなポーズをすれば心も強くなれると自分で考えたとのこと。タイプ相性やアデクがチャンピオンであるを知らなかったりとポケモンの常識には疎いが四天王のレンブだけは「格闘好き」だからと月間格闘を呼んだことで知っている。バトルではエンブオーに集中して戦うスタイルで、「ひのこ」で地面を熱くさせて砂煙をかき消したりといった奇策も見せるが、逆に周りが見えにくい欠点があり、アデクからは「遠くばかり見てると近くを見落とすぞ」とアドバイスされている。トガリの後を追っている内にＮと出会い、彼の夢を叶えるためにリュウラセンの塔へと向かうがそこへトガリの策に遭い、苦戦しながらも崖へと突き落とす。しかしＮこそがプラズマ団の王様と真実を告げられ、彼が手にした伝説のポケモン・ゼクロムに太刀打ちできなかったことを悔しがる。その後、プラズマ団みたいに暴れたがっているバッドブラザーズを懲らしめようとして、実質1対3という不利な状況に立たされるも、アデクの手助けにより勝利するが、ゼクロムを倒せる唯一の伝説のポケモン・レシラムを探して欲しいとデザートリゾートへと導かれ、レシラムの眠る石「ライトストーン」に触れようとするがアデクの騙まし討ちを喰らい、ライトストーンを取り返すために勝負を挑む。戦いの末勝利し、レシラムに「英雄」として認められ、Nとの最終決戦に臨んだ。劇中でモンスターボールを使用した描写はないがこれは鞄の中には賞味期限切れのクリームパンが入っているかららしい。
モデルは「ポケットモンスター ブラック・ホワイト」の男主人公。作者によるとシンのポーズは色んなパターンを考えて描いたらしく、読者にゲームとは少し違う物語を是非かっこいいポーズで読ませて頂くことにしたとのこと。
手持ちポケモン：ポカブ→チャオブー→エンブオー
- 技：たいあたり・ひのこ・ニトロチャージ・かえんほうしゃ・ヒートスタンプ・だいもんじ・もろはのずつき・フレアドライブ

シンと長き旅のパートナー。相性の悪いポケモンでも怯まずに戦う根性の持ち主。ただしバトル中に不安になってシンのことを見ることがあり、バッドブラザーズとの戦いで苦戦している時にはシンを連れて逃げ出すこともあった。シンや他人が悲しんでいる時は怒りを露にするが、我関しない場面では笑うこともある。多数バトルでは相性に関わらず煙たがる。炎技を使用する時は鼻から炎を放つ。シン同様四天王のレンブのファンで「かくとう好き」と呼ばれていたが、かくとうタイプのわざを出したことは一度なかった。トガリとのバトルでは1戦目はひのこ一発であっさりと勝利したが、2戦目とのバトルでは1対2と言う卑怯な手段により、苦戦を強いられる。だが、シンの強い意志と喋ったかのようにシンクロし、2体まとめて倒し、チャオブーに進化した。3戦目では相性の悪いガマゲロゲに攻撃が全く通用せず、シンと共に泥だらけとなったが、シンの命令でドロを焼き払い、エンブオーに進化する。進化直後からヒートスタンプでガマゲロゲを倒す。しかし、Nとの初戦では伝説のポケモン・ゼクロムに無念の敗北を晒し、続くバッドブラザーズとの戦いでは相手のポケモンに対して相性が有利にもかかわらず実質1対3という厳しい状況に立たされるも、アデクが尻尾に貼り付けたすごいキズぐすりをシンが見つけ、それを使用したことで回復し、アイアントが足止めしていたことに気づいて引きずり込み、地中に向かってだいもんじでバッドブラザーズを追い払った。アデクのウルガモスとの戦いではかえんほうしゃの打ち合いに負け、肉弾戦に持ち込もうとしたらちょうのまいで交わされる等、完全無欠な戦術に翻弄されるが、最後は炎の壁の盲点を突いて馬鹿力で突破し、ウルガモスに相当のダメージを与えて、シンに勝利をもたらした。

レシラム
- 技：クロスフレイム

N
ポケモンと話ができる青年。シンとはトガリにチョロネコを奪われたことで出会った。ポケモンのことをトモダチと呼び、人間に利用されるのを嫌っており、ポケモンを守るためなら自分の傷を恐れない勇姿を持つ。実はプラズマ団の王様で伝説のポケモン・ゼクロムをパートナーにしてプラズマ団の野望を叶えるためだった。初登場時はマントを着けていたが、砂煙が収まった時は飛ばされており、クルマユがくるまっていた。
手持ちポケモン：ゼクロム
- 技：クロスサンダー・ドラゴンクロー

Nがリュウラセンの塔でトモダチになった伝説のポケモン。エンブオーや四天王を瞬殺に追い込む程のパワーを誇る。おまけの4コマ漫画では呼び寄せた雷雲がプラズマ団の生活に支障が出たことをネタにされていた。

チョロネコ
Nの最初のトモダチ。バトルには使用していないが、お遣いに出かけていた。二足歩行で歩いているが手紙を届ける際には4足歩行になっていた。トガリに強奪されるが、シンにより奪還される。
トガリ
プラズマ団の下っ端で名前の通りとがった髪型と頭と顎が特徴。シン曰く「プラズマ団のトゲトゲ」。他の下っ端からは「先輩」と呼ばれている。ポケモン解放を企てる為に手段を選ばず、１話では園児のモンメンとＮのチョロネコを強奪した。王様の命令には忠実だが、Ｎ曰く「自分の顔を知らないドジな団員」で前述の通りＮがプラズマ団の王様であることを知らずにチョロネコを強奪したり、リュウラセンの塔で瓦礫を崩してシンとＮを分断させたりしている。バトルではシンのポカブに対して相性の良いポケモンで応戦させるが、逆にポカブの進化への架け橋となり、シンの逆転の鍵となってしまった。最終的にリュウラセンの塔で敗北し、崩れた足場から転落するが、とがった頭等が瓦礫に突き刺さったおかげで堕落からは免れていたらしく、プラズマ団解散後は自分が新プラズマ団の王になってみせると宣言したが、レシラムの炎に巻き込まれて真っ黒こげになった。
手持ちポケモン：メグロコ→ワルビル
- 　技:かみつく・すなかけ

トガリが最初に使用するポケモン。シンのポカブに攻撃を交わされていきなり「ひのこ」で尻ごと焼かれて逃走した。再戦では進化しており、「すなかけ」で砂煙を起こして、ミルホッグとの連携攻撃でポカブを圧倒するが、「ひのこ」の連発で砂煙をかき消され、「ニトロチャージ」でトガリとミルホッグごと吹き飛ばされた。
ガマゲロゲ
- 技:マッドショット

リュウラセンの塔にてトガリ曰く「水は炎に強い」理由でチャオブー対策として使用。「ニトロチャージ」を受けてもビクともせずにやけ出し、「マッドショット」でシンとチャオブーを泥まみれにしたが、シンの機転で泥を破壊された上にチャオブーがエンブオーへ進化し、エンブオーの一撃に耐え切れずトガリ共々転落した。
アデク
ポケモンリーグチャンピオン。Nとの戦いで行方不明になったと思われていたが、実際はバトルすることなくシンとライトストーンを探すように命じられて逃走し、バッドブラザーズに苦戦したシンのピンチを救った。その後はシンをリゾートデザートへと導き、悪党のフリをしてシンに騙し討ちを仕掛けた。しかし、最終的にシンにライトストーンに触れられたことで本当の事実を明かし、シンとＮの戦いを見届けた。自分がチャンピオンであることには鼻が高いが、シンがポケモンリーグよりも自分の弟子であるレンブの方が詳しいと知った時は「ワシの弟子のくせに」と呆れていた。
ゲームとは異なり、ポケモンを病気で亡くしたと言う設定はなく、前述の通りNとはバトルしていない。
手持ちポケモン：ウルガモス
- 技：かえんほうしゃ・ちょうのまい・ほのおのうず

ライトストーンに触ろうとしたシンに不意打ちを仕掛ける形で登場。6枚の羽から同時に出せる炎はすざましい威力を持ち、6つに分けて相手を閉じ込めることもできる。「ちょうのまい」はゲームとは違い防御技として使用されている。その実力でエンブオーを圧倒するが、一つひとつの炎の威力が弱いことをシンに指摘され、エンブオーに炎の壁を突破され、「もろはのずつき」で相当なダメージを受けた。